# رود وورکوتا
رود وورکوتا (انگلیسی: Vorkuta) یک رودخانه در جمهوری کومی کشور روسیه است.